# アンザック・ヒル

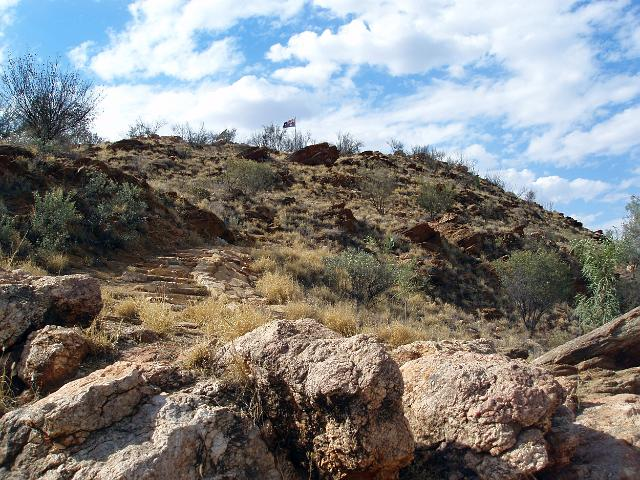
アンザック・ヒルの階段。

アンザック・ヒル、ないし、ANZACヒル (ANZAC Hill) は、オーストラリアのノーザンテリトリー（北部準州）アリススプリングス（ムバーントゥワ）に位置する、標高 608メートル（1995フィート）の丘で、アボリジニのアレント族の土地とされる。
アレント語における、アンザック・ヒルの呼称は、「Untyeyetwelye」とも、「Atnelkentyarliweke」であるともされている。

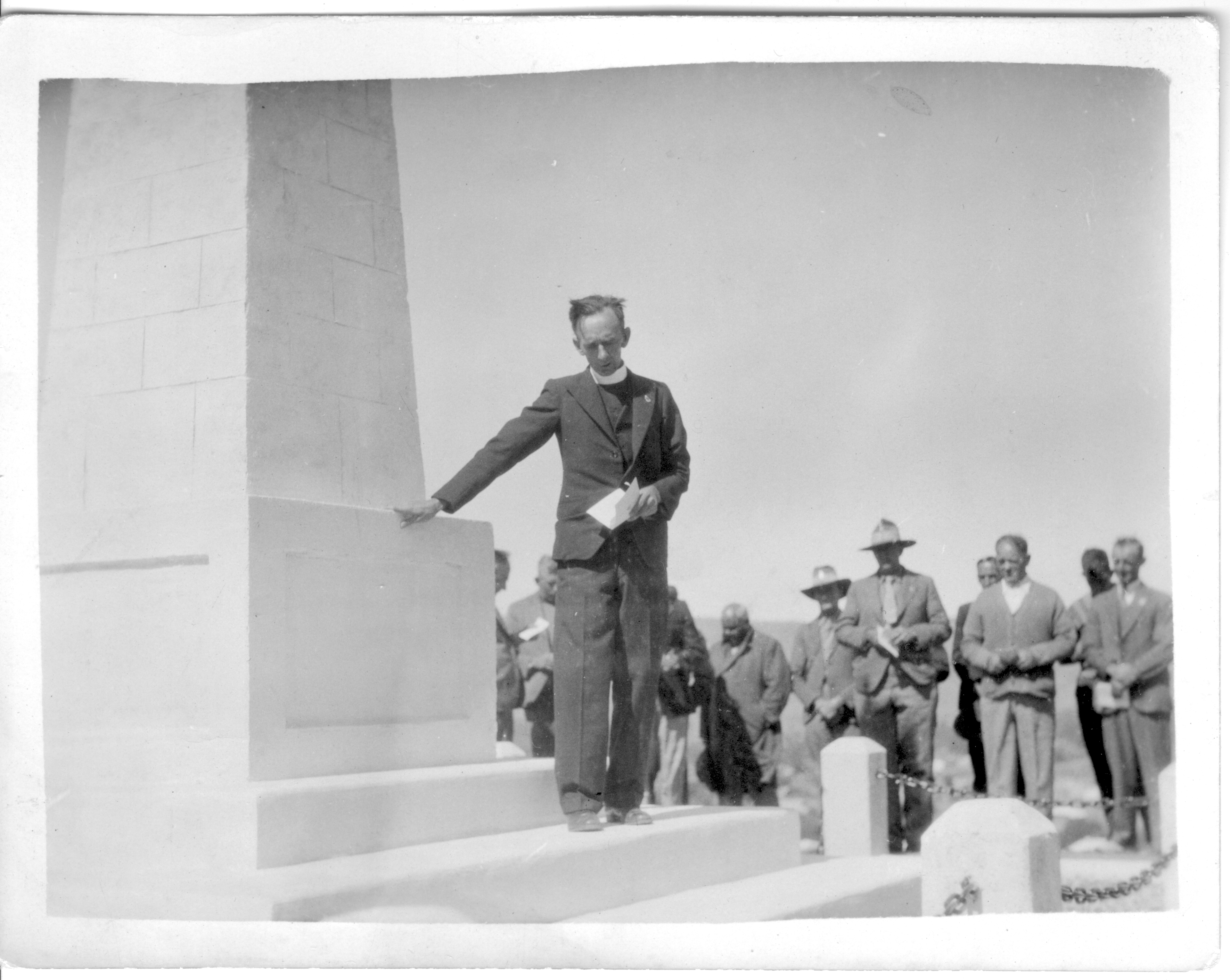
1934年、ハリー・グリフィスによる記念碑の奉献。

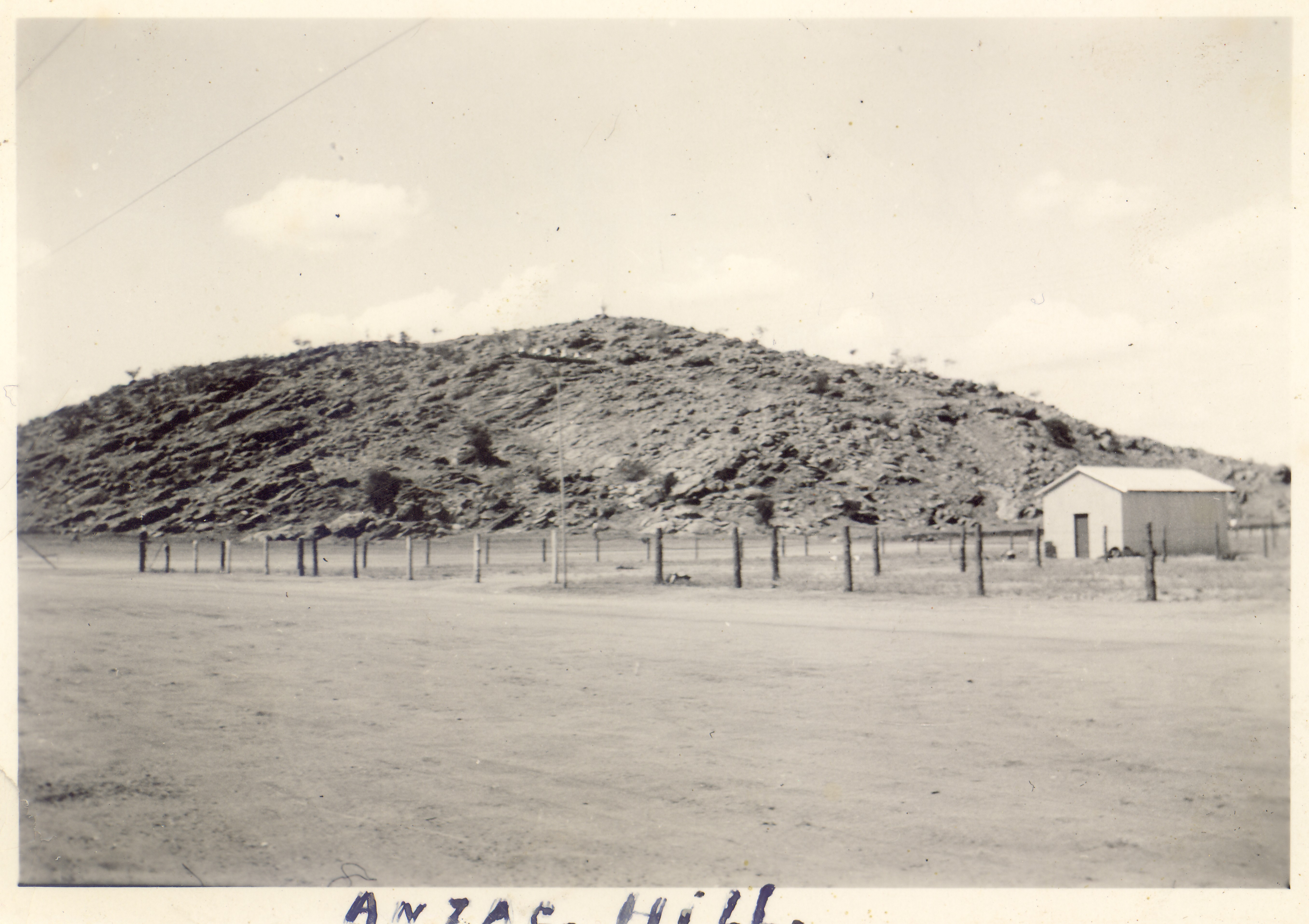
1939年ころのアンザック・ヒル。

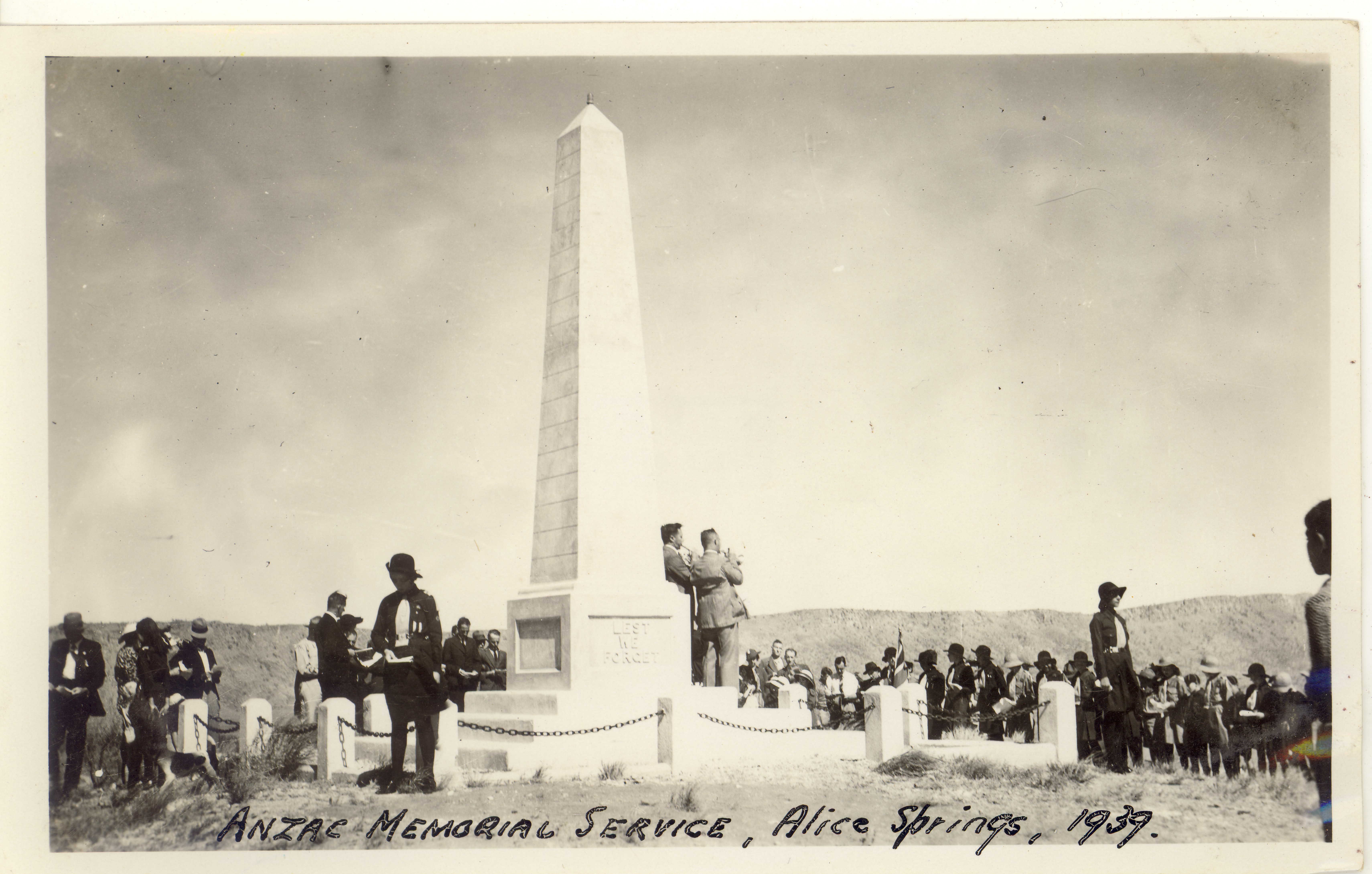
1939年のANZAC記念碑における式典。

ヨーロッパ諸語におけるこの丘の呼称は、1933年に丘の頂に建立されたANZAC記念碑 (ANZAC memorial) に由来している。アンザック・ヒルを登る行為は、町を一望できる眺望が得られることから、観光客にも地元の人々にも人気が高い。

## 歴史
1933年に牧師であるハリー・グリフィスがANZAC記念碑を設計し、1934年のANZACの日に除幕した。グリフィスは、第一次世界大戦の戦没者のためにこの記念碑を奉献したが、以降、この記念碑は、オーストラリアが参戦したすべての戦争に従軍した者を記念するものとなった。後に、1987年6月2日には、グリフィスとその妻の遺灰が、ここに安置された。
第二次世界大戦中、アンザック・ヒル周辺の土地では、丘の麓に、軍によって大規模な宿営地が設けられた。この基地をおもに利用していたダーウィン陸路維持部隊 (Darwin Overland Maintenance Force) は、スチュアート・ハイウェイの改修にあたっていた。